# Голеевский, Николай Лаврентьевич
Николай Лаврентьевич Голеевский (1878—1958) — полковник российской императорской армии, писатель, историк, один из видных деятелей русского масонства во Франции.

## Биография
Православный. Образование получил в Нижегородском графа Аракчеева кадетском корпусе. На службе с 1 октября 1895 года. В 1897 году окончил Николаевское кавалерийское училище. Из училища выпущен в звании корнета (13 августа 1897 года) и отправлен в 36-й драгунский Ахтырский полк. Поручик с 12 августа 1900 года. В 1904 году окончил Николаевскую академию Генерального штаба по 1 разряду. Штабс-капитан с 31 мая 1904 года. Участник русско-японской войны. Старший адъютант штаба 6-го армейского корпуса (1905-06). Обер-офицер для особых поручений при штабе 15-го армейского корпуса с 8 февраля по 10 сентября 1906 года. Капитан с 2 апреля 1906 года. Старший адъютант штаба 14-й кавалерийской дивизии с 10 сентября по 4 октября 1906 года. С 4 октября 1906 по 20 февраля 1907 года — исполняющий обязанности помощника делопроизводителя Главного управления генерального штаба. С 20 февраля 1907 года по 4 декабря 1912 года — помощник военного агента в Великобритании (генерала Н. С. Ермолова). Командовал Павловским полком с 1 декабря 1908 по 2 декабря 1909 года. Подполковник с 29 марта 1909 года. Изучал англо-индийские вооруженные силы в Британской Индии, в 1911 совершил поездку по Индии. Полковник с 6 декабря 1912 года. Военный агент в США с 4 декабря 1912 года по 1 января 1916 года. Состоял в распоряжении начальника генерального штаба с 19 января 1916 года по 3 января 1917 года. С 15 января 1917 года — командир 38-го Сибирского стрелкового полка. С 19 декабря 1917 года состоял в распоряжении начальника Генерального штаба.

### В эмиграции
В эмиграции жил во Франции. Служил в американском посольстве. В 1920 году в Русском клубе в Париже читал лекции и доклады на политические и исторические темы. Участник Рейхенгалльского монархического съезда в 1921 году. Во время Второй мировой войны был заключен в лагерь Компьень. После войны секретарь консульства США во Франции. Сотрудник газеты «Русские новости». Автор двух выпусков «Материалы по истории гвардейской пехоты и артиллерии в гражданскую войну 1917—1922 годов». Сотрудничал в журнале «Военная быль».

### В масонстве
Посвящён в «Англо-саксонскую» ложу № 343 Великой ложи Франции; в степень ученика 26 марта 1923 года, возвышен в степень подмастерья 24 сентября 1923 года, возведён в степень мастера-масона 26 ноября 1923 года. Посещал собрания ложи по 1926 год. В ложе занимал различные офицерские масонские должности.
Член-основатель русской ложи «Северное сияние» № 523 (ВЛФ). Первый эксперт со дня основания по 1925 год. Судебный делегат и обрядоначальник в 1926 году. Второй страж в 1927—1928 годах. Депутат в Великой ложе Франции в 1929—1930 годах. Досточтимый мастер. Исключён 16 ноября 1946 года, затем вновь член ложи. Исключен в связи с отъездом за границу 4 января 1952 года.
Член-основатель русской ложи «Золотое руно» № 536 (ВЛФ). Оратор с 25 января 1925 года. Вышел в отставку из ложи 31 декабря 1926 года.
Член-основатель русской ложи «Гамаюн» № 624 (ВЛФ). Первый страж со дня основания. Вышел из ложи в отставку 9 ноября 1933 года.
Член Русского совета 33 степени Древнего и принятого шотландского устава. 21 сентября 1932 года возведён в 33° по рекомендации Слиозберга и Давыдова. Член совета со дня основания. Командор в 1938—1939 годах. Великий командор с 1939 по 1946 годы.
Член ряда других масонских лож в Париже. Выступал на заседаниях с докладами. Член Совета русских масонских лож.

### Последние годы жизни
В 1954 вернулся в СССР, жил в Москве. Умер в 1958 году, похоронен в Москве.

## Награды
- Орден Св. Анны 4-й ст. (1904);
- Орден Св. Владимира 4-й ст. с мечами и бантом (1904);
- Орден Св. Станислава 3-й ст. с мечами и бантом (1906);
- Золотое оружие (ВП 19.10.1906);
- Орден Св. Станислава 2-й ст. (1908);
- Орден Св. Владимира 3-й ст. (ВП 06.12.1914);
- Высочайшее благоволение (ВП 22.03.1915; за отлично-ревностную службу и особые труды, вызванные обстоятельствами текущей войны);
- Дарование старшинства в чине Полковника с 06.12.1910 (доп. к ВП 15.08.1916; чине на основании приказ по военному ведомству 1916 г. № 379, 483 и 535).